# Máel Dúin
Máel Dúin ou Maeldun(e) é um herói da Irlanda pagã que decidiu lançar-se ao mar para vingar a morte do seu pai Ailill, senhor das ilhas Aran. As suas aventuras estão reunidas no "Immram Maele Dúin" ("Viagem de Máel Dúin"), um relato irlandês de fins do século X.

## Bibliografía

### Livro
- ALBERRO, Manuel (2008). Immrama-Echtrai: Los viajes celtas al otro mundo. Cáceres: Muñoz Moya. ISBN 978-84-8010-175-2.

### Em linha
- Thomas Rolleston, Myths and Legends of the Celtic Race (1911), Chapter VII: The Voyage of Maldun http://www.sacred-texts.com/neu/celt/mlcr/mlcr07.htm
- William Butler Yeats, The Celtic Twilight (1893, 1902), THE FRIENDS OF THE PEOPLE OF FAERY http://www.sacred-texts.com/neu/yeats/twi/twi39.htm
- Lady Gregory, A Book of Saints and Wonders (1906), BOOK FOUR, THE VOYAGE OF MAELDUNE http://www.sacred-texts.com/neu/celt/saw/saw04.htm